# Lokovica (Šoštanj)
Lokovica is een plaats in Slovenië en maakt deel uit van de gemeente Šoštanj in de NUTS-3-regio Savinjska. De plaats telde 934 inwoners op 1 januari 2020.